# Dolichomitus terebrans
Dolichomitus terebrans là một loài tò vò trong họ Ichneumonidae.